# Bellebargiebos
Het Bellebargiebos (ook wel Kwadenbos of De Kwadebossen genoemd) is een bosreservaat in het Meetjesland in Oost-Vlaanderen (België). Het vochtige loofbos van 78 ha ligt tussen Waarschoot in Lievegem en Lembeke langs de Burggravenstroom. Het bosgebied sluit aan op de Lembeekse bossen en ligt in de buurt van Het Leen. Het Bellebargiebos bos is Europees beschermd als Natura 2000-gebied (habitatrichtlijngebied BE2300005 ‘Bossen en heiden van Zandig Vlaanderen: oostelijk deel') en maakt deel uit van het Vlaams Ecologisch Netwerk. Het is sinds 2005 erkend als bosreservaat en wordt beheerd door het Agentschap voor Natuur en Bos. Het 'Bellebargiebos' ontleent zijn naam aan zijn vroegere functie. In de 15de eeuw leverde het bos brandhout dat via de Burggravenstroom en de Lieve in een trekschuit (bargie) naar Gent werd vervoerd. Ter hoogte van het bos was een bel aangebracht waarmee de schuiten zich konden aanmelden.

## Landschap
Het bosgebied stond al vermeld op de Ferrariskaart. Naast Het Leen is het Bellebargiebos zowat het enige grotere boscomplex in het dekzandgebied dat een onafgebroken voorgeschiedenis als bos heeft gekend; het zure eikenbos werd nooit ontgonnen tot landbouwgrond.

## Fauna
In het Bellebargiebos leeft onder andere: dwergvleermuis, franjestaart, watervleermuis, baardvleermuis, gewone grootoorvleermuis, sperwer, bosuil, boomkruiper, boomklever, buizerd, groene specht, grote bonte specht, vuurgoudhaan, matkop, haas, bosmuis, bosspitsmuis, alpenwatersalamander, kleine watersalamander,...

## Flora
Het bos is een 'zuur eikenbos' en bestaat voornamelijk uit oude zomereik (sommige exemplaren zijn tot 200 jaar oud) en beuk. In het bos groeit onder andere adelaarsvaren, bosanemoon, dalkruid, gewone salomonszegel, speenkruid, muskuskruid. Er komen ook paddenstoelen voor als vloksteelsatijnzwam en houtboleet.

## Natuurbeleving
Het Bellebargiebos is vrij toegankelijk op de wandelpaden die het natuurgebied doorkruisen. Er is een bosleerpad met infoborden ingericht; het wandelknooppuntennetwerk 'Meetjeslandse Bossen' en een lus van de bewegwijzerde 'Lembeekse bossen-wandelroute' doen het gebied aan.

## Afbeeldingen

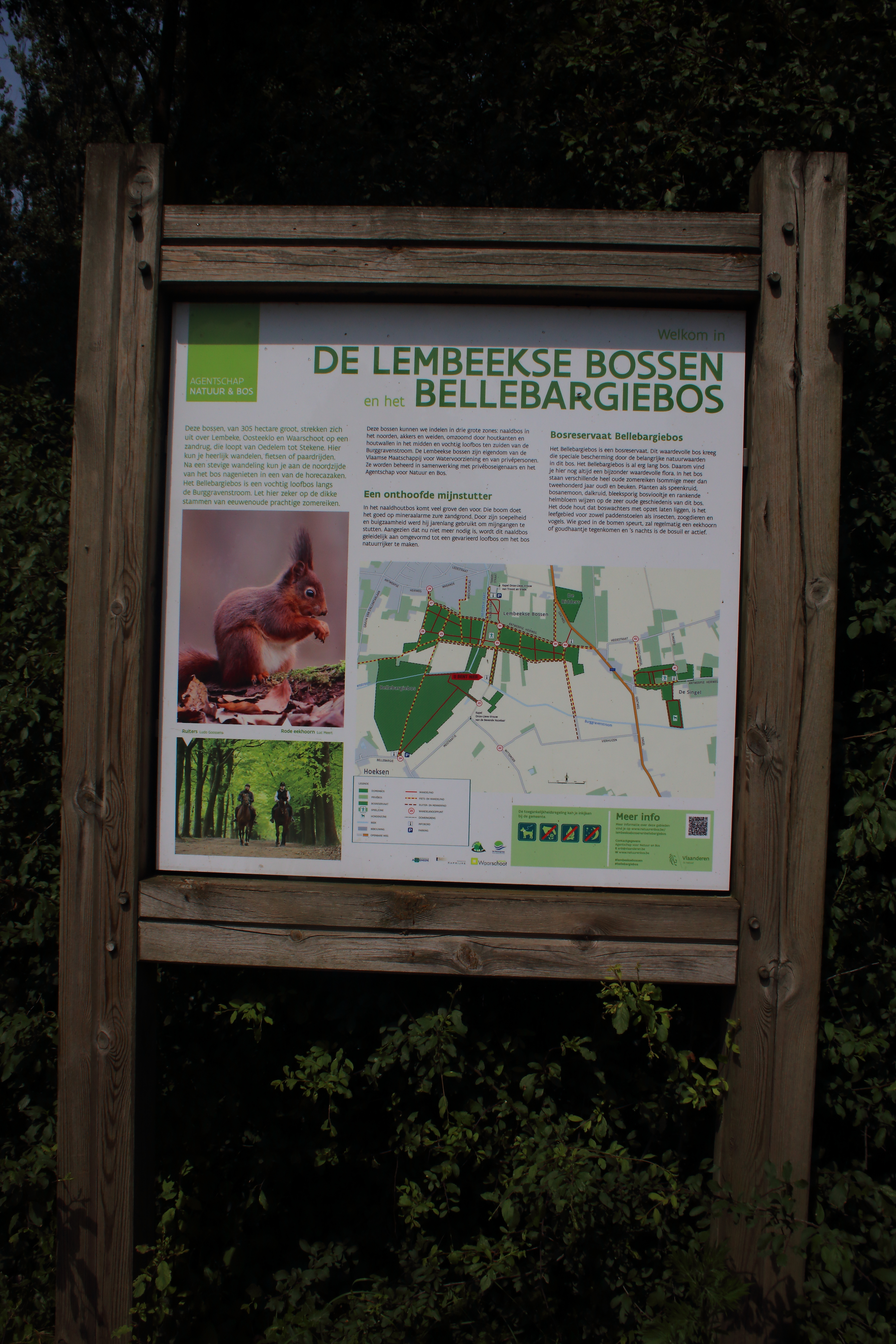
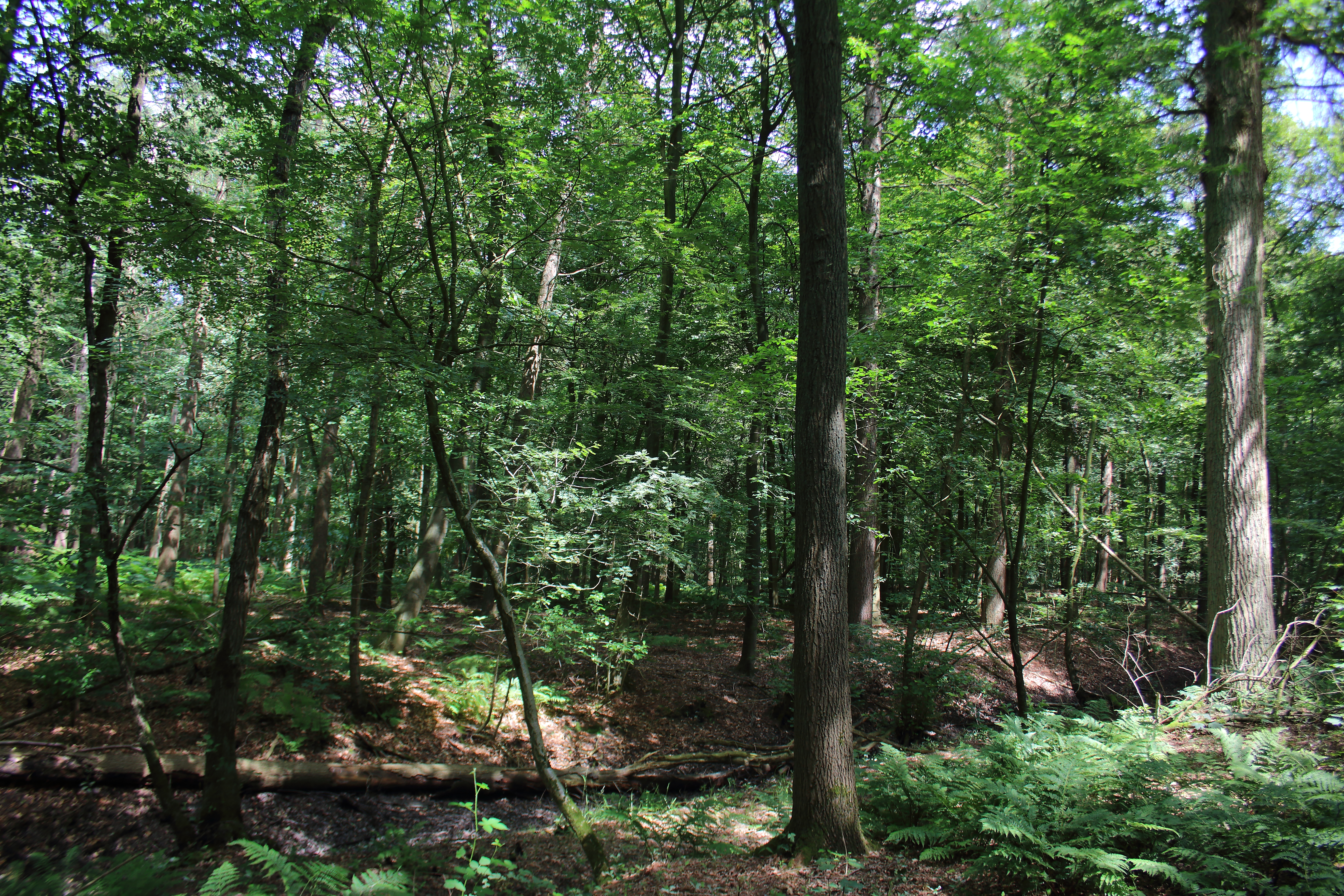
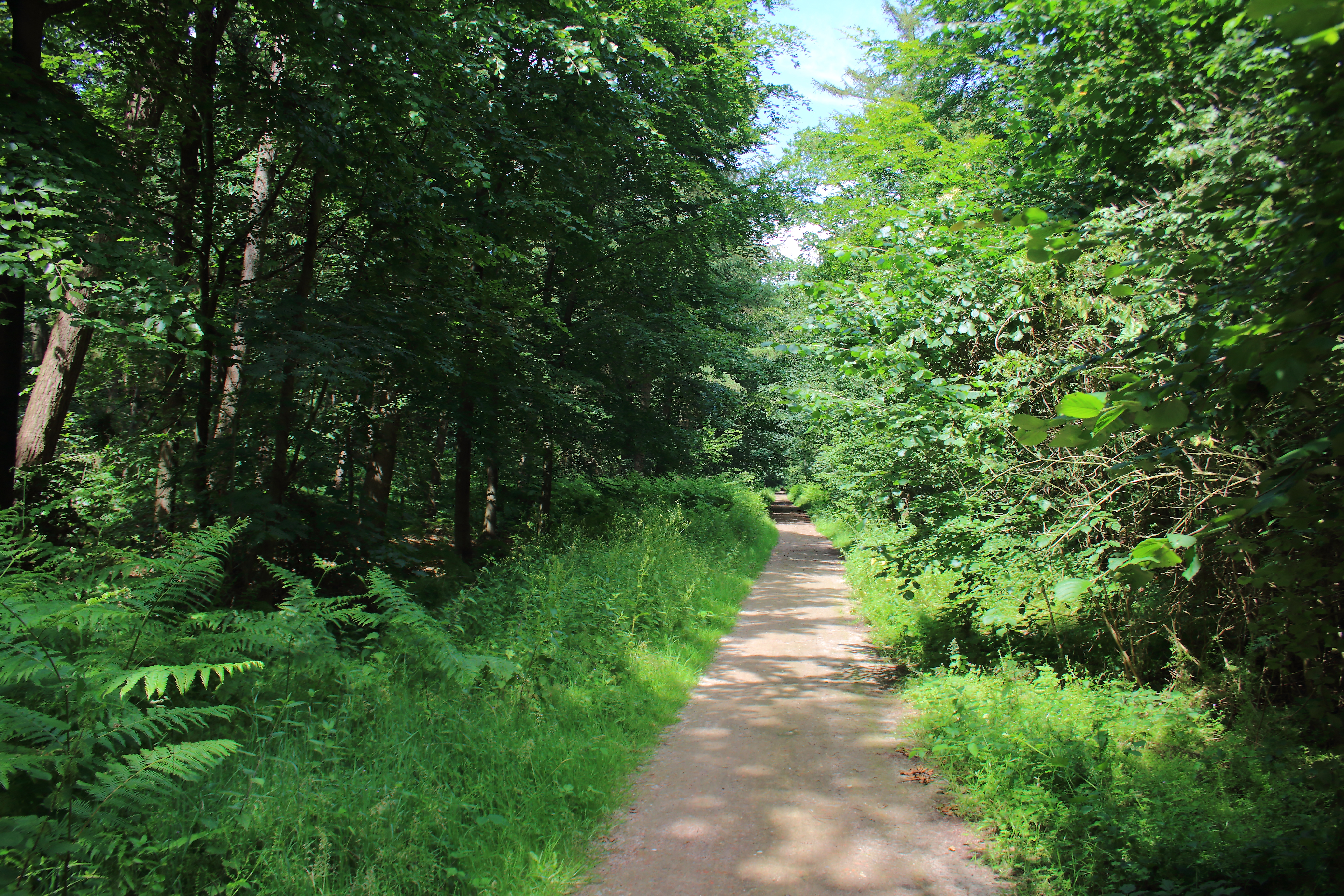
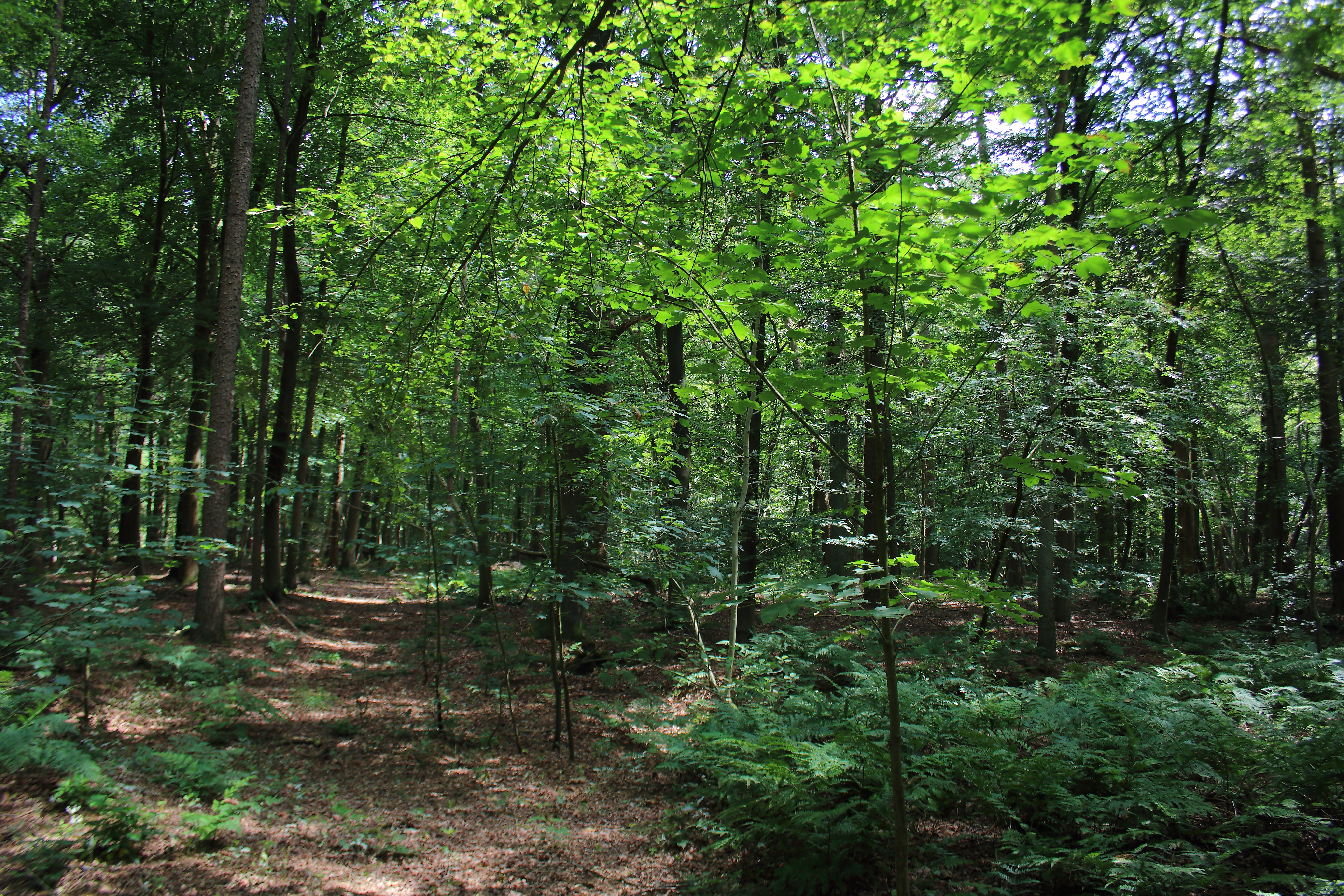